# Gay-Serbia.com
Геј Србија је интернет портал који постоји више од двадесет година и представља значајан део ЛГБТ+ заједнице и културе у Србији. Основан је у августу 1999. године, и сада делује као независан портал који објављује вести везане за лгбт културу у земљи. Пуне две деценије био је део културе лгбт људи у Србији, а иако и данас постоји, готово да више нема корисника јер су нове генерације лгбт особа прешле на друштвене мреже попут твитера. Поред вести, огласа и чата на ком су особе могле да се дописују, најбитнији део портала био је Форум, који има око 17 хиљада регистрованих чланова, али све мање активних корисника. На овом форуму лгбт особе су могле да се информишу у разним темама о проблемима своје заједнице, добију савете других корисника, деле своје мишљење о култури и разним темама, и да се дописују преко у2у поруке, био је то геј фејсбук, пре него што се за друштвене мреже попут фејсбука знало.

## Форум
Форум је служио корисницима да отварају разне теме, деле своја мишљења, али и уметност, и део форума је видљив свима на интернету, док је део видљив само регистрованим корисницима због хомофобије и безбедности чланова. Неки од редовних корисника који су допринели развоју форума били су активиста Предраг Аздејковић, који је поред коментара објављивао нове бројеве часописа Оптимист, млади режисер Виктор Вилотијевић, пре него што је емигрирао у Америку (који је доприносио темама о филмској уметности), Бојан Цветановић и Милан Анхедони, активисти који су основали краткотрајни сајт Мојеаутовање.ком (који је служио да лгбт особе са Балкана поделе своје искуство првог аутовања, односно признавања своје сексуалности, некоме), Импакт, уметник и архитекта из Париза (који је постављао своје записе, сећања на геј заједницу осамдесетих у Београду, и фотографије) и многи други. Сам Форум подељен је у следеће категорије:
- Кафић (пријатељство и радости социјализације), пример тема Хајде да се упознамо лексикон, Избор за звезду форума за текућу годину, Миграција лгбт из Србије.
- Трач арена Ромео изливи мозга (анегдоте геј момака са сајта Геј Ромео), Шта се збило са Санелом (из филма Мраморно дупе Желимира Жилника), фан клуб Јелена Карлеуша, Милан Динчић Динча геј је океј (пошто је био прва мушка звезда гранда која је пружила подршку лгбт популацији), Цеца фан клуб и др.
- Зезање и опуштенција - теме Посветите песму форумашу, форумашици, Вицотека, Ваша шугар дади искуства, Зонченајт прича о форуму
- Естроген фикс - кутак за лезбо тренутак - теме - Мушкарци нема љутње, али жене, Шта не бисте волеле да чујете на првом састанку, Лезбејски феминизам
- Љубав и сексуалност - теме - Шта му/јој тренутно желите рећи, У огледалу (Импакт), Сексуална оријентација и ментално здравље, Несрећно заљубљен у друга
- Голицљиве ствари (теме о сексу)
- Трансродно, квир
- Сцена (места за изласке)
- Активизам
- Каминг аут
- Геј бракови и родитељство
- Друштво и политика
- Религија, филозофија и теорија
- Музика
- Мода
- Култура и уметност
- Здравље
- Спорт и фитнес
- Посао факултет школа
- ТВ
- Филм
- Технологија
- Квир варјача
- Путовања и туризам
- Разно

Форум има 17868 регистрованих корисника, 30526 тема, и око милион и шесто хиљада постова.